# Helga Deen
«"Me siento tan única. Cada día vemos la libertad detrás de alambres de espino"»
(Helga Deen, Kamp Vught)
Helga Deen (Stettin, Alemania, actualmente Szczecin, Polonia, 6 de abril de 1925 - Campo de exterminio de Sobibor, Polonia, 16 de julio de 1943) fue una joven judía, autora de un diario, publicado póstumamente en 2005 bajo el título de "Kamp Vught", en el que describe su estancia en el campo de concentración holandés Kamp Vught, donde fue confinada durante la Segunda Guerra Mundial a la edad de 18 años. Después de su última entrada al diario, a principios de julio de 1943, fue deportada al Campo de exterminio de Sobibor, ciudad que ahora pertenece a la provincia de Lublin (Polonia), donde posteriormente fue asesinada. 
La familia de Helga huyó de los nazis a los Países Bajos. Su madre la alentó en su desarrollo cultural; Helga tocaba el piano de forma destacada. Helga se enamoró del joven pintor Kees van den Berg. La familia Deen fue expulsada de casa en febrero de 1943, y el 1 de abril fue internada en el campo de Vught. En julio de ese año fue trasladada al campo de exterminio de Sobibor, donde fue asesinada el 16 de julio, junto a toda su familia: sus padres, Willy Deen y Käthe-Deen Wolff, y su hermano Klaus A. Gottfried Deen. 
Helga –que en el momento del arresto asistía al último año de escuela secundaria– escribió con lápiz el diario para su novio Kees van den Berg en un bloc de notas de la escuela. Logró entregar el diario y otras pequeñas cosas (incluida una estilográfica, algunas cartas y tarjetas postales y un trozo de cabello) en una cartera a su novio Kees, quien los mantuvo ocultos como una reliquia hasta su muerte en 2004. El diario fue entregado por Conrad van den Berg, hijo de Kees, el 19 de octubre de 2004, a los archivistas del Archivo Regional de Tilburg.
Escrito en veinte páginas de un cuadernillo verde, el diario se publicó bajo el título de "Kamp Vught", por el nombre del lugar donde fueron encerrados ella y toda su familia. 
El texto está escrito en un lenguaje sencillo, directo, pero en un sentido, como inevitablemente es imaginable en la escritura de una joven que se enfrenta a una drama sin retorno. Es a causa de los numerosos convoyes de transferencia de carga de las mujeres y los niños de diferentes campos de Alemania y Polonia.
Un monumento de piedra a Helga y su familia fue colocado en 2007 por miembros de la Fundación Holandesa Sobibor en el camino utilizado para conducir a las víctimas a las cámaras de gas ("camino al cielo") del Campo de exterminio de Sobibor.